# Sternoptyx pseudobscura
Sternoptyx pseudobscura és una espècie de peix pertanyent a la família dels esternoptíquids.

## Descripció
- Fa 6 cm de llargària màxima.
- Nombre de vèrtebres: 27-30.
- Té una membrana triangular transparent damunt de l'aleta anal.
- Desenvolupa els fotòfors quan és adult (a partir dels 16-18 mm de longitud).[6][7][8]

## Alimentació
Menja copèpodes, ostracodes, eufausiacis, amfípodes i decàpodes.

## Depredadors
A les illes Hawaii és depredat per Alepisaurus ferox.

## Hàbitat
És un peix marí, oceanòdrom i batipelàgic que viu entre 0-2.000 m de fondària (normalment, entre 800 i 1.200).

## Distribució geogràfica
Es troba a l'Atlàntic oriental (des de Portugal fins a Sud-àfrica), el Pacífic oriental (la Colúmbia Britànica -el Canadà-), el mar de la Xina Meridional i el mar de la Xina Oriental.

## Costums
No realitza migracions verticals diàries.

## Observacions
És inofensiu per als humans.